# Victor Mayer
Victor Mayer (Pforzheim, 1º dicembre 1857 – Pforzheim, 13 ottobre 1946) è stato un orafo e imprenditore tedesco e fondatore dell'omonima compagnia.

## Biografia
Victor Mayer nacque a Pforzheim nel 1857 come figlio di una famiglia imprenditoriale. All'età di 15 anni, iniziò un apprendistato di tre anni come incisore di acciaio. Quindi divenne uno dei primi studenti della “Großherzogliche Kunstgewerbeschule” (Scuola granducale di arti applicate), fondata nel 1877 a Pforzheim. Dopo il servizio militare, si recò a Vienna nel 1882, dove si formò in smalto e ghiglioscé. Queste tecniche sofisticate sono ancora oggi utilizzate e mantenute nella compagnia “Victor Mayer”. Dopo il suo ritorno a Pforzheim, si laureò alla “Kunstgewerbeschule”.
Nel 1890 Mayer sposò Lina Niemand e insieme al commerciante Herrmann Vogel fondò la "Bijouteriefabrik Vogel & Mayer" a Pforzheim. Vogel lasciò l'azienda nel 1895 e Victor Mayer continuò a gestire da solo la compagnia e la rinominò con il suo nome. Nel 1932, Mayer si ritirò dalla società e la consegnò in parti uguali al figlio Oskar Mayer e al genero Edmund Mohr. Nel 1946 morì a Pforzheim.

## Lavoro

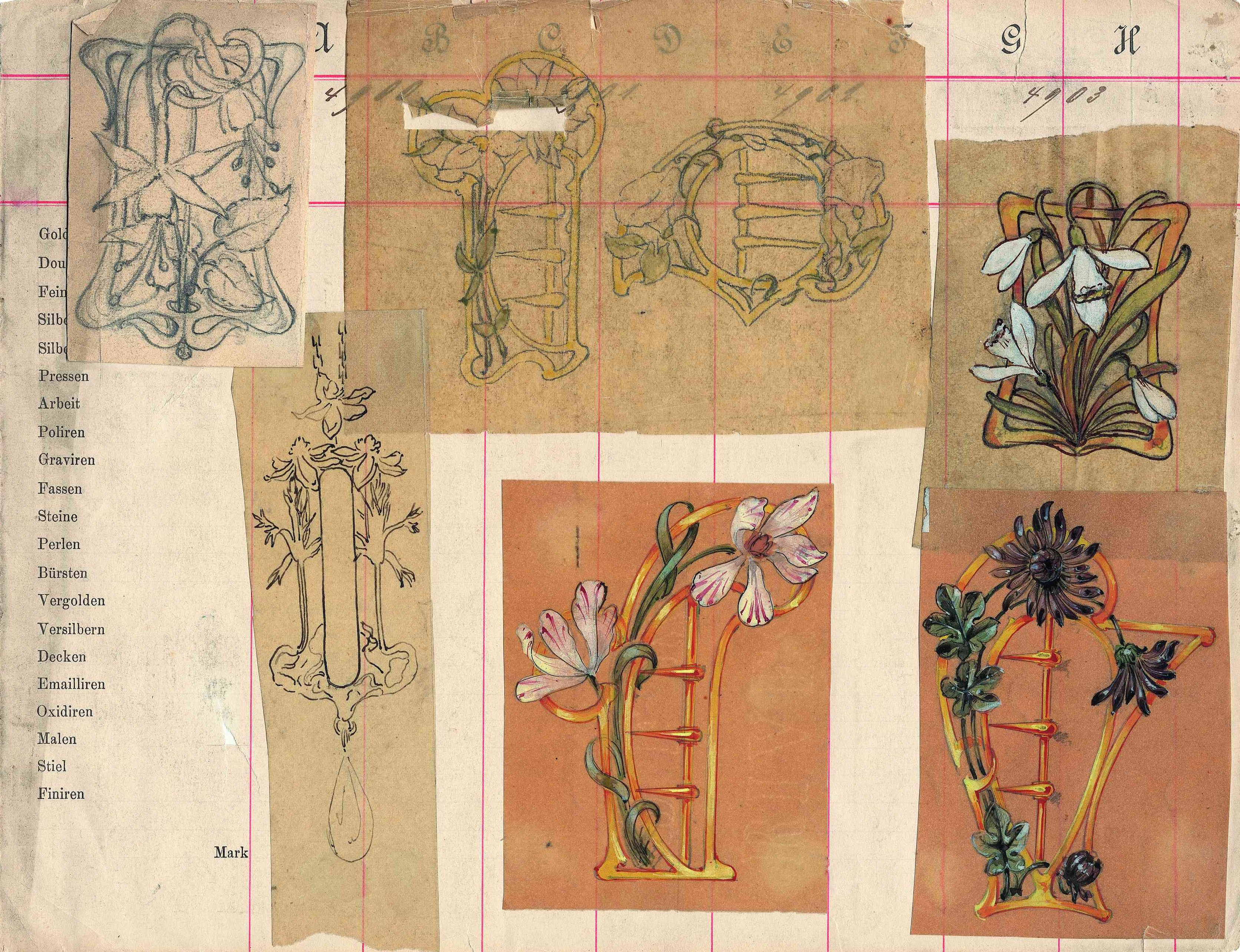
Disegni di Victor Mayer per gioielli e una fibbia per cintura intorno al 1903

Le prime opere di Victor Mayer furono ancora fortemente influenzate dalla sua formazione alla Großherzogliche Kunstgewerbeschule e dallo storicismo, prima di dedicarsi all'Art Nouveau intorno al 1900. Dopo la prima guerra mondiale, è andato in art déco. Dal 1940 aveva trovato il suo stile. I documenti dell'archivio aziendale mostrano che ha realizzato progetti fino a poco prima della sua morte. Nel 1945, all'età di 88 anni, disegnò gioielli che furono venduti fino agli anni '60.

## Storia dell'azienda

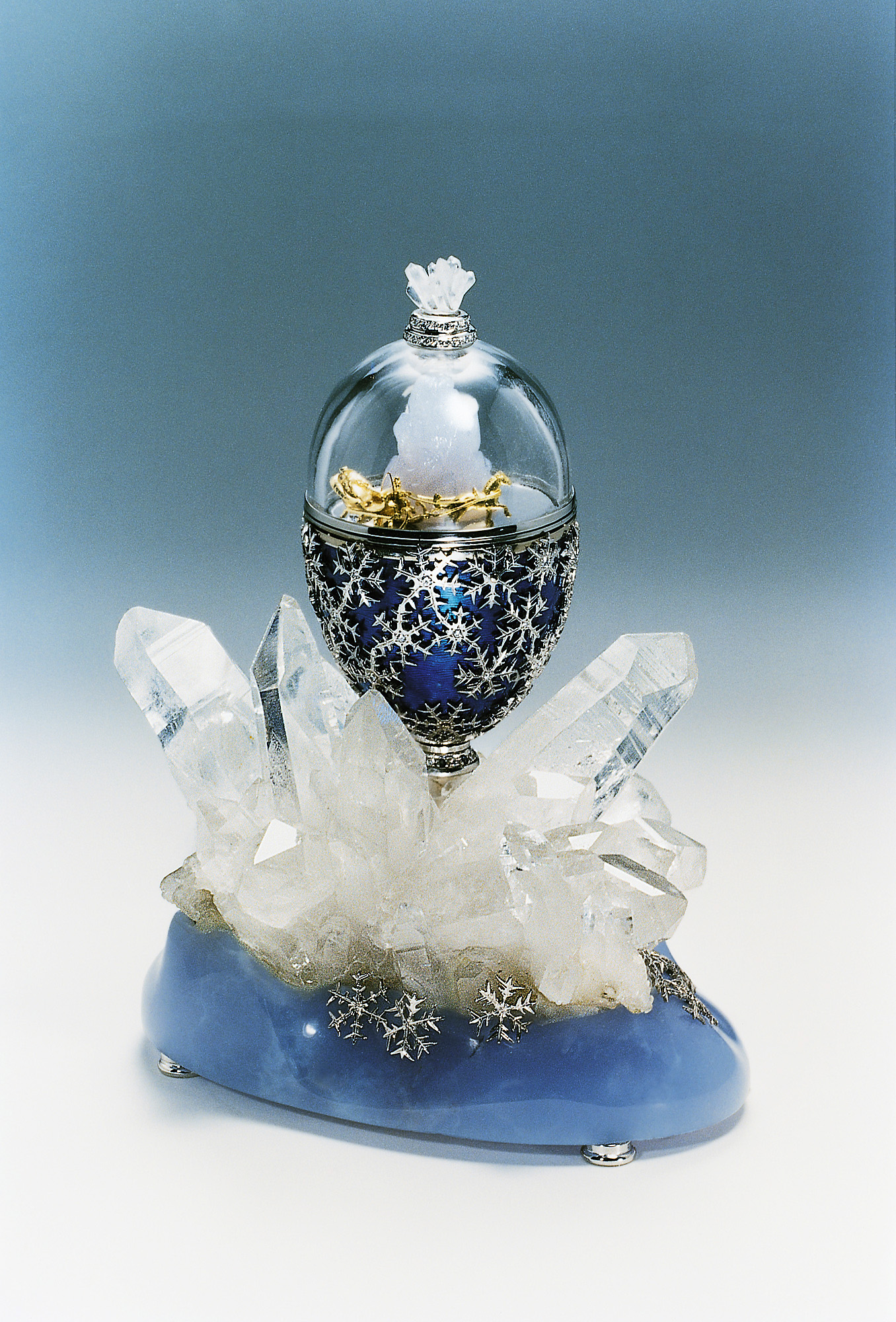
Uovo dell'inverno Fabergé, progettazione ed esecuzione: Victor Mayer GmbH & Co. KG, Pforzheim 1997

La compagnia ha sempre collaborato con altri artisti e designer. Nel periodo dell'Art Nouveau, la società realizzò i disegni, ad esempio, di Georg Kleemann e di Anton Krautheimer, rappresentante della Secessione di Monaco. Dagli anni '20 agli anni '60, la produzione venne concentrata su quella pregiata dell'oro e dell'argenteria. Successivamente, furono prodotti di nuovo una varietà più ampia di gioielli. Dal 1989 al 2009, Victor Mayer GmbH & Co. KG ha prodotto gioielli per la Maison Fabergé con lo stile dell'ex gioielliere di corte russo Peter Carl Fabergé. Oggi l'azienda è sinonimo di gioielleria di alta qualità ed eleganza e cura di tecniche di artigianato storico come smalto e guilloché.
Nel 1890 Victor Mayer fondò un'azienda di produzione di gioielli insieme a Hermann Vogel. Nel 1995, Vogel se ne andò e la società ottenne il nome attuale di „Victor Mayer GmbH & Co. KG“. I due figli più grandi - Victor e Julius - avrebbero dovuto essere i successori ma morirono come soldati durante la prima guerra mondiale. Sua figlia Maria e suo figlio Oskar si occuparono quindi delle funzioni commerciali, mentre Victor Mayer mantenne la direzione tecnica e realizzò i disegni.
Il marito di Maria Edmund Mohr venne incluso nella gestione nel 1925. Nel 1932 Victor Mayer lasciò ufficialmente l'attività quotidiana della società e suo genero Edmund Mohr e il figlio Oskar Mayer divennero amministratori delegati alla pari. La generazione di nipoti, Herbert Mohr-Mayer e suo cugino Hubert Mayer, assunse la direzione nel 1965. Hubert Mayer morì inaspettatamente nel 1989 e Herbert Mohr-Mayer rilevò le quote dell'azienda di suo cugino, divenendo l'unico proprietario.
Nel 2003, Herbert Mohr-Mayer affidò la gestione dell'azienda al figlio maggiore, Marcus Oliver Mohr, che, come pronipote di Victor Mayer, ora gestisce l'azienda per la quarta generazione.